# Monolistra sketi
Monolistra sketi är en kräftdjursart som först beskrevs av Christa L. Deeleman-Reinhold 1971.  Monolistra sketi ingår i släktet Monolistra och familjen klotkräftor. Inga underarter finns listade i Catalogue of Life.